# Inawashiro (jezioro)
Inawashiro (jap. 猪苗代湖 Inawashiro-ko) – jezioro wulkaniczne w Japonii, czwarte pod względem powierzchni w kraju, położone w środkowej części prefektury Fukushima.

## Galeria

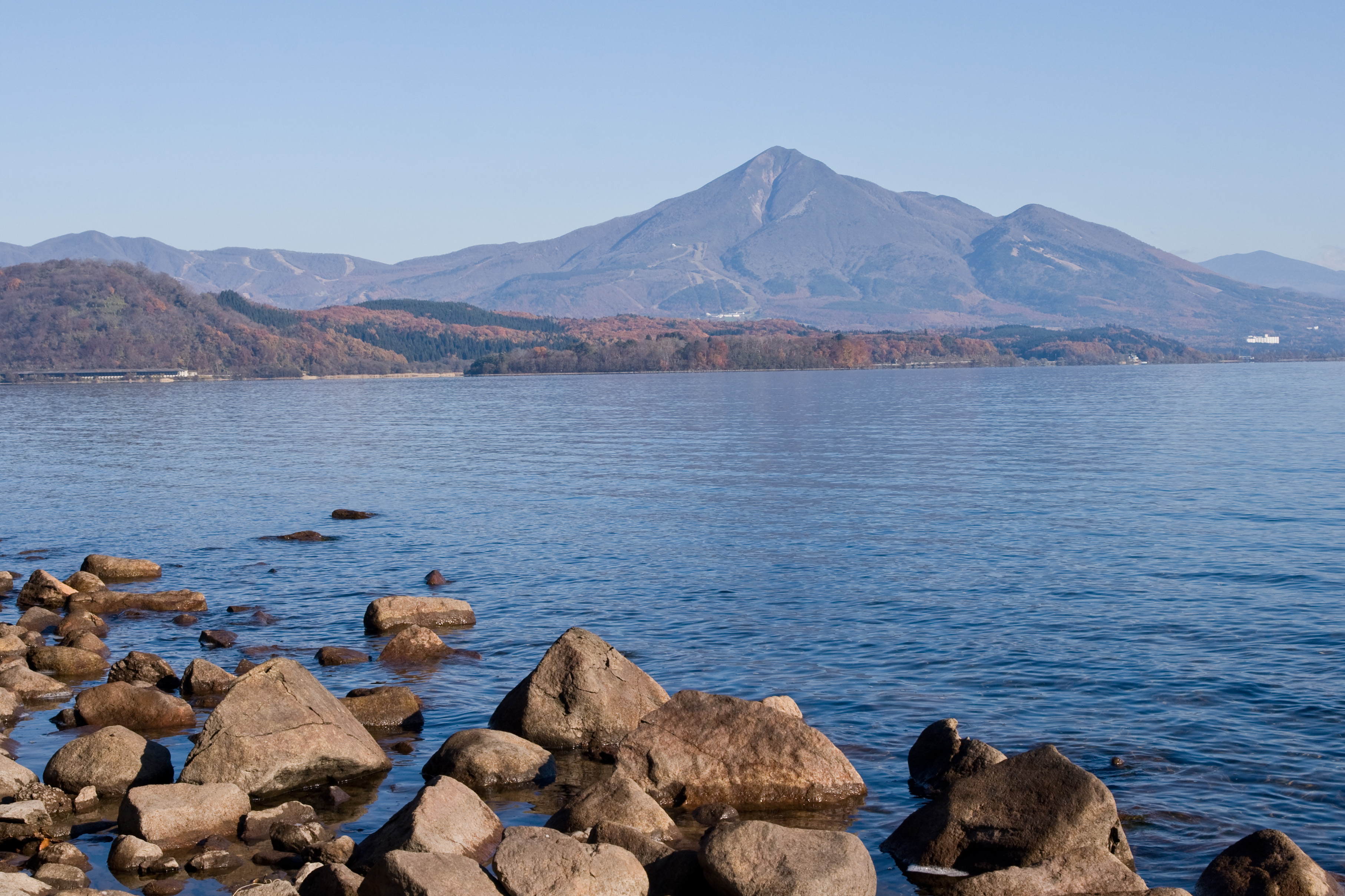
Jezioro Inawashiro i stratowulkan Bandai
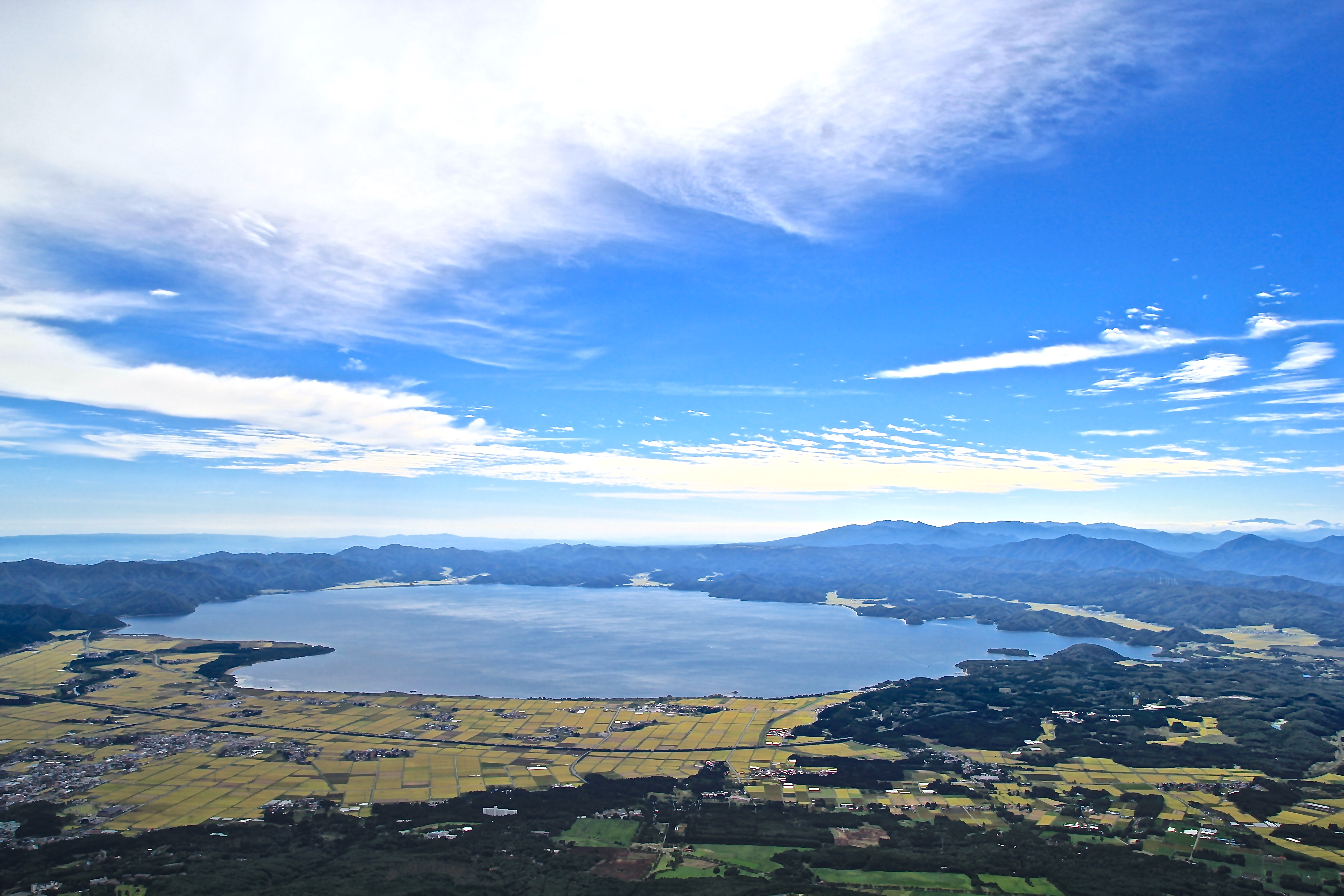
Widok jeziora z góry Bandai (1816 m n.p.m.)
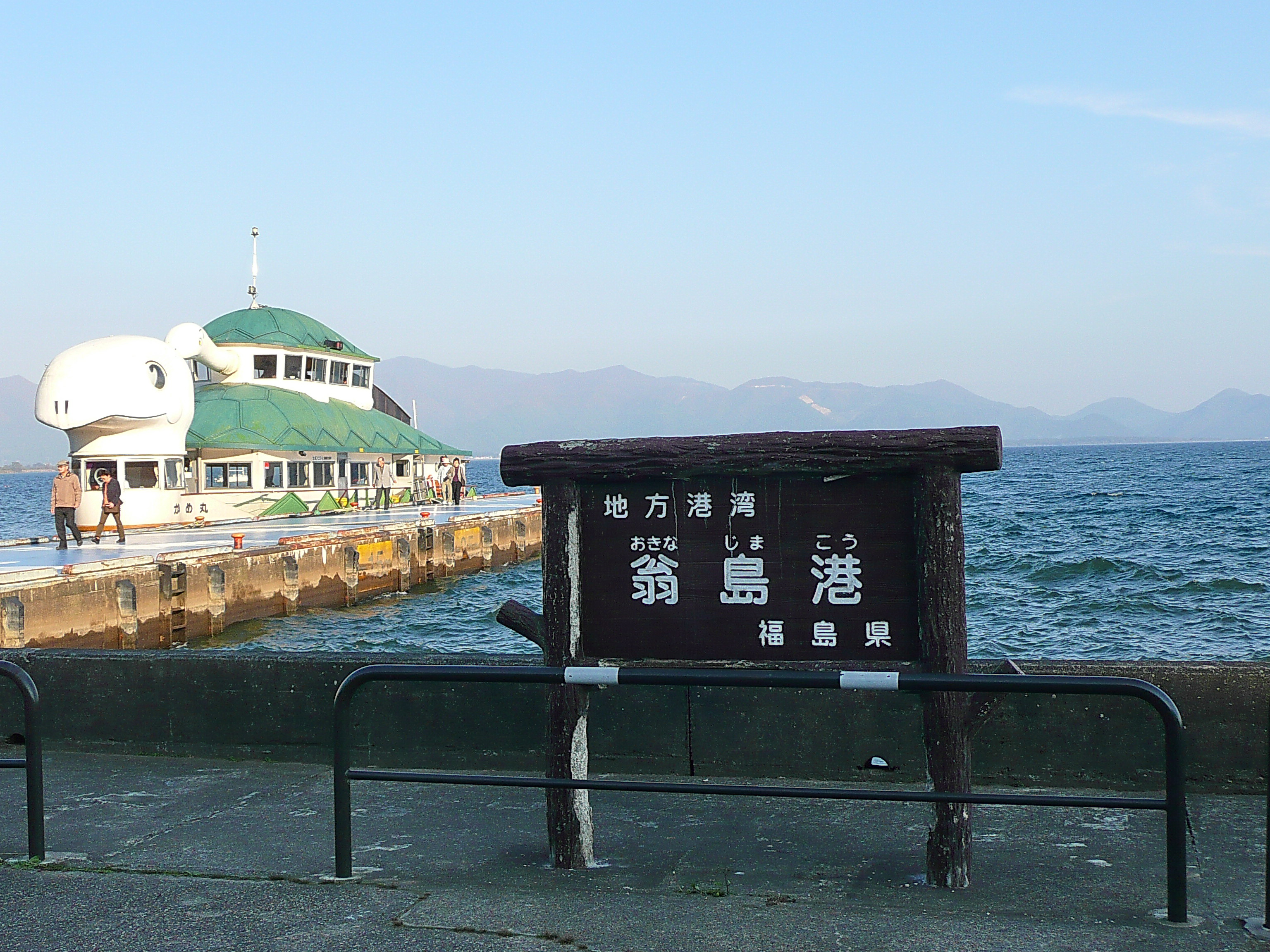
Przystań Okinajima